# Видень
Видень (укр. Видень) — село на Украине, основано в 1832 году, находится в Коростенском районе Житомирской области.
Код КОАТУУ — 1822381402. Население по переписи 2001 года составляет 79 человек, по данным 2024 года составляет 38 человек. Почтовый индекс — 11554. Телефонный код — 4142. Занимает площадь 0,481 км².

## Адрес местного совета
11553, Житомирская область, Коростенский р-н, с. Давыдки, ул. Центральная, 32а